# Jestřábník Wimmerův
Jestřábník Wimmerův (Hieracium wimmeri) je druh rostliny z čeledi hvězdnicovité. Je to vytrvalá bylina s přímou, chudě olistěnou lodyhou a volným květenstvím složeným z několika žlutokvětých úborů. Plodem je nažka s chmýrem. Druh se vyskytuje v Krkonoších a Karpatech. V rámci taxonomie jestřábníků je řazen do skupiny Hieracium epimedium agg., která morfologicky odpovídá kombinaci H. bifidum – juranum.

## Popis
Jestřábník Wimmerův je vytrvalá bylina s přímou jednoduchou lodyhou, dorůstající obvykle výšky 20 až 40 cm. Někdy bývá lodyh již od báze více. Listy jsou poněkud tužší, na líci tmavě zelené a víceméně lysé, na rubu světlejší a nasivělé, s roztroušenými jednoduchými chlupy a poněkud vyniklou žilnatinou. Přízemní růžice bývá v době květu složena z 1 až 5 řapíkatých, úzce obvejčitých až eliptických listů. Čepel listů je na vrcholu zaokrouhlená až špičatá, na bázi klínovitá, v dolní části s trojúhelníkovitými zuby, v horní části jen drobně zubatá až celokrajná. Řapík je křídlatý. Lodyžní listy jsou obvykle 2 nebo 3 (řidčeji jen 1 nebo 4). Spodní list bývá řapíkatý a tvarem podobný přízemním listům, s čepelí postupně sbíhající na řapík. Střední a horní lodyžní listy jsou přisedlé.
Květenství je rozvolněné, zpravidla s obloukovitě prohnutými větvemi, skládající se ze 3 až 10, řidčeji i většího počtu úborů. Úbory jsou středně velké, s až 18 mm dlouhými žlutými ligulami. Na zoubcích na vrcholu ligul jsou ojedinělé až roztroušené kratičké chlupy. Stopky úborů jsou tmavě šedozelené, s roztroušenými až četnými hvězdovitými a žláznatými chlupy a roztroušenými světlými, max. 1,5 mm dlouhými jednoduchými chlupy s černou bází sahající asi do 1/4 délky chlupu. Zákrov je 10 až 12 mm dlouhý, složený z málo četných, jen nevýrazně střechovitě se kryjících listenů. Na zákrovních listenech jsou roztroušené, nanejvýš 1 mm dlouhé jednoduché chlupy a stopkaté žlázky. V dolní části listenů jsou roztroušené hvězdovité chlupy, v horní části zpravidla jen na okrajích. Čnělky jsou tmavé. Plodem je kaštanově hnědá až červenohnědá, 3,7 až 4,1 mm dlouhá nažka s chmýrem.

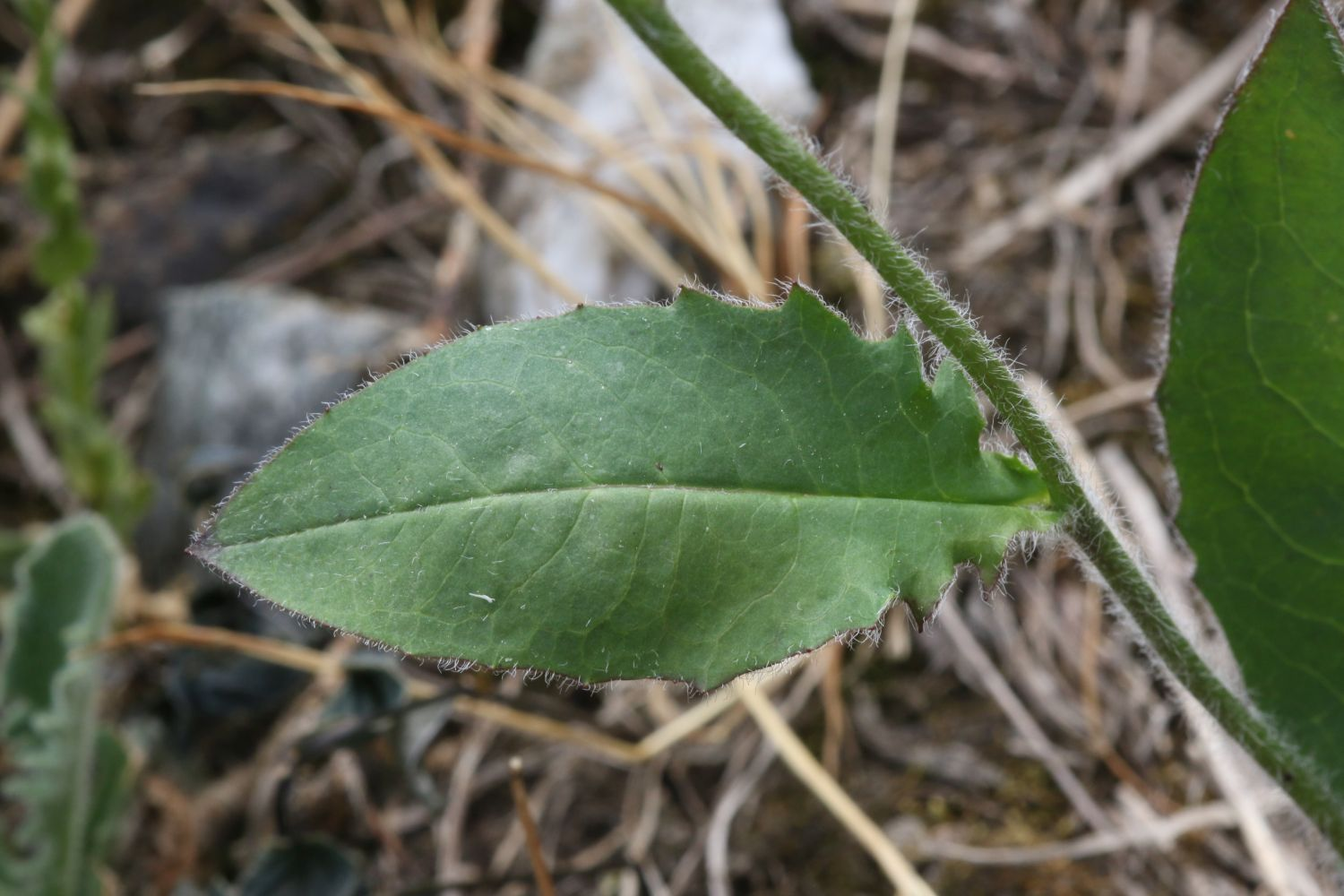
Lodyžní list jestřábníku Wimmerova
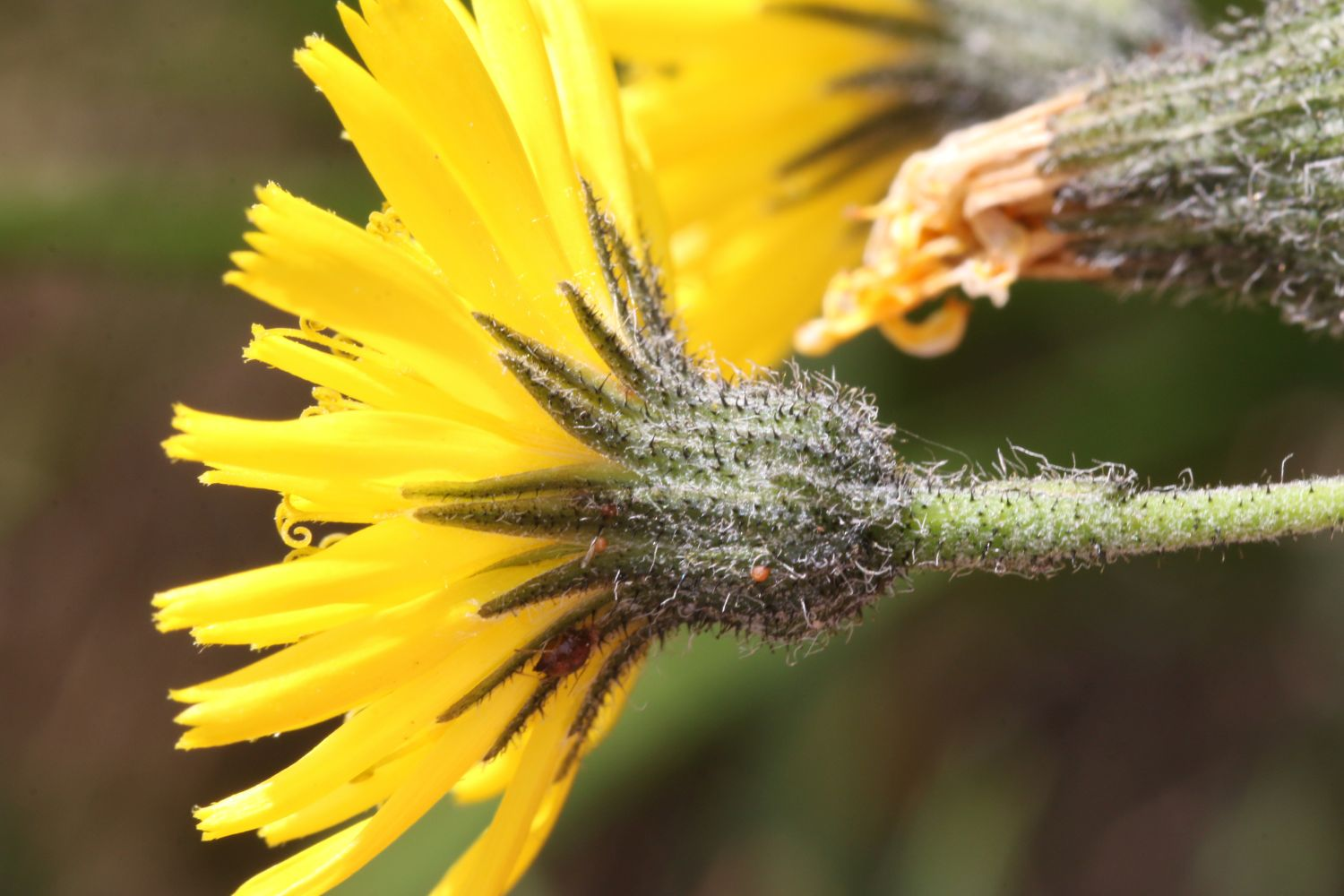
Detail úboru jestřábníku Wimmerova
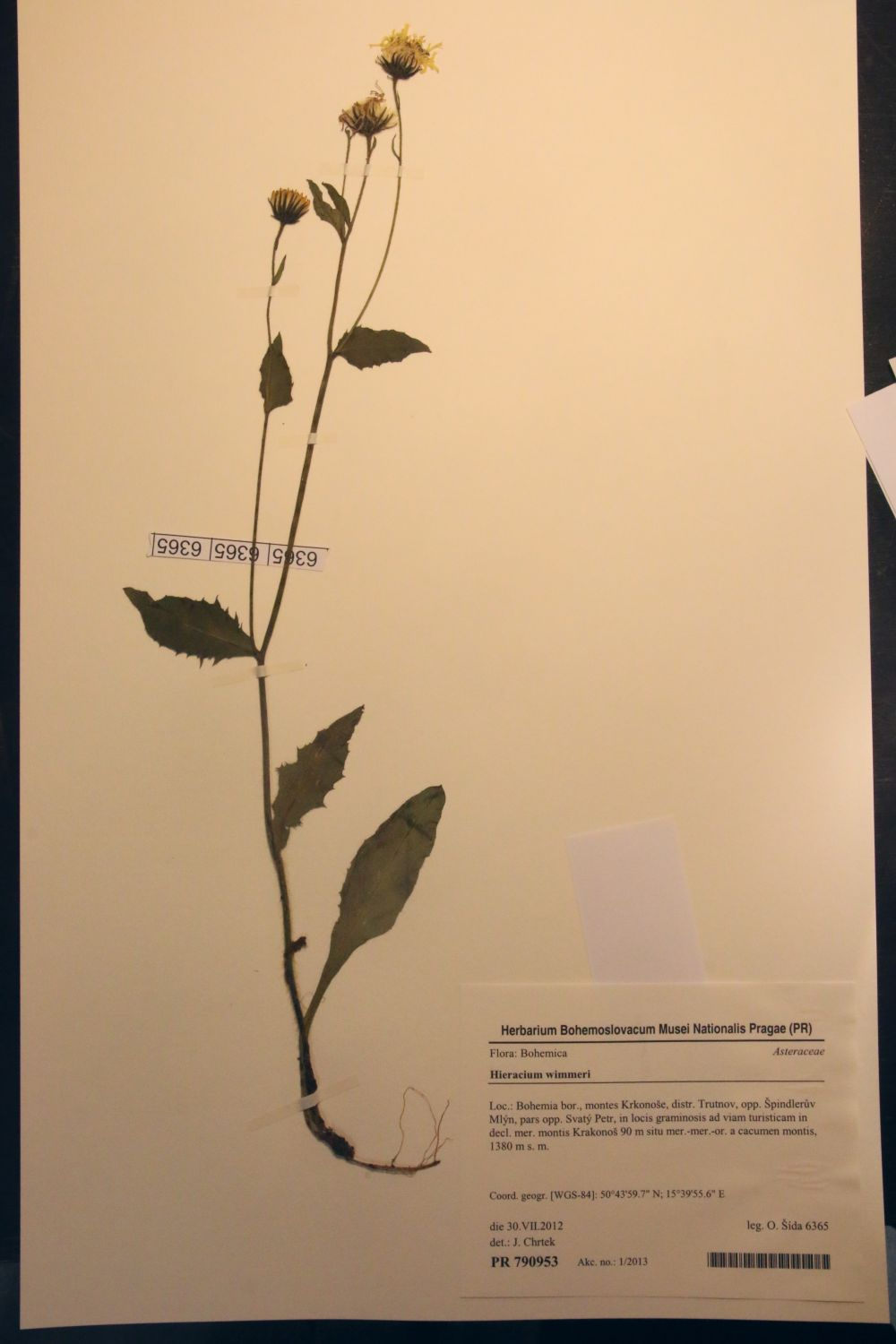
Herbářová položka jestřábníku Wimmerova z Krkonoš

## Rozšíření
Druh je rozšířen v Krkonoších a západních Karpatech, podle některých údajů lze s tímto taxonem ztotožnit i rostliny rostoucí v rakouských Alpách. V rámci české strany Krkonoš je v současnosti znám jeho výskyt na Kotli a v Kotelních jamách, v Labském a Dlouhém dole, na Luční hoře a Krkonoši.
Podle historických údajů a herbářových sběrů se vyskytoval i na Studniční hoře, Obřím dole, Kozích hřbetech a Pančické louce. V Polsku se vyskytuje např. v Malé a Velké Sněžné jámě a v údolí Szrenického potoka, na Slovensku v oblasti Vysokých Tater.
Druh roste zejména v subalpínských nivách, loukách a trávnících, světlinách v porostech kosodřeviny a v karových jamách. Je vázán na minerálně bohatší podklady, jako jsou výchozy erlanů či čediče. Většina lokalit se nachází v poměrně úzkém výškovém rozpětí od 1300 do 1450 m n. m.

## Ohrožení a ochrana
Druh je v Červeném seznamu cévnatých rostlin České republiky (Grulich et al., 2012) veden v kategorii C2r (silně ohrožené druhy). V České republice nepatří mezi zvláště chráněné druhy, jeho lokality však podléhají územní ochraně Krkonošského národního parku.

## Taxonomie
Druh Hieracium wimmeri je řazen do skupiny taxonů, označované jako Hieracium epimedium agg. a morfologicky odpovídající kombinaci H. bifidum – juranum. V rámci dané skupiny je rozlišováno celkem 32 taxonů, z nichž dva se vyskytují i v České republice. Mimo jestřábníku Wimmerova je to ještě H. moravicum (jestřábník moravský), rozšířený v Hrubém Jeseníku a Karpatech. Ze skupiny Hieracium juranum agg. (H. murorum ≤ prenanthoides) roste v České republice pouze H. pseudalbinum (jestřábník licholabský), který je endemit Krkonoš.

## Rozlišovací znaky
Jestřábník Wimmerův je charakterizován chudou přízemní růžicí a pouze několika lodyžními listy, z nichž horní a střední jsou přisedlé. Zákrovy mají poněkud popelavý vzhled. Odění rostlin je poměrně krátké a chybějí dlouhé jednoduché chlupy. Podle přisedlých lodyžních listů jej lze snadno odlišit od ostatních poněkud podobných druhů, které nemají jestřábník věsenkovitý v rodokmeni, jako je jestřábník Lachenalův (H. lachenalii) nebo jestřábník obecný (H. levicaule). Z krkonošských druhů jsou habituelně poněkud podobné jestřábník labský (H. albinum) a jestřábník licholabský (H. pseudalbinum), které mají zákrovy vždy bez jednoduchých chlupů. V současnosti velmi vzácný jestřábník zelenohlavý má jiný tvar listů a charakteristicky v dolní části rozšířené, málo ochlupené zákrovní listeny.